# Kiryl Sinowitsch
Kiryl Aljaksandrawitsch Sinowitsch (belarussisch Кірыл Аляксандравіч Зіновіч; * 5. März 2003 in Minsk) ist ein belarussischer Fußballspieler.

## Karriere

### Verein
Sinowitsch begann seine Karriere beim FK Minsk. Zur Saison 2020 rückte er in den Profikader des Hauptstadtklubs. Sein Debüt in der Wyschejschaja Liha gab er im Juli 2020 gegen den FK Dinamo Minsk. In seiner ersten Saison in der höchsten belarussischen Spielklasse kam er zu acht Einsätzen, in denen er ein Tor erzielte. Nach elf Einsätzen und drei Toren zu Beginn der Saison 2021 wechselte der Offensivspieler im Juli 2021 nach Russland zu Lokomotive Moskau. In Moskau spielte er allerdings zunächst für das drittklassige Farmteam Loks, Lokomotive-Kasanka Moskau. Insgesamt kam er für Lok zu drei Einsätzen in der Premjer-Liga und 13 Einsätzen für Kasanka in der Perwenstwo PFL.
Im September 2022 wechselte Sinowitsch nach Portugal zu Vitória Guimarães. In Guimarães kam er ausschließlich für die Reserve zum Einsatz. Im Januar 2024 kehrte er nach Russland zurück und wechselte zum Zweitligisten Dynamo Machatschkala. Bis zum Ende der Saison 2023/24 absolvierte er elf Spiele in der Perwenstwo FNL, mit Dynamo stieg er in die Premjer-Liga auf.

### Nationalmannschaft
Sinowitsch spielte zwischen August 2019 und Januar 2020 sechsmal für die belarussische U-17-Auswahl. Im September 2021 debütierte er im U-21-Team. 